# كنيسة البشارة للروم الكاثوليك (القدس)
كنيسة البشارة للروم الكاثوليك في القدس هي كاتدرائية الروم الملكيين الكاثوليك، توجد في حارة النصارى في البلدة القديمة في القدس، تم تصنيفها باعتبارها من مواقع التراث العالمي لليونسكو منذ عام 1981.

## تاريخ
لم يكن للروم الكاثوليك في القدس كنيسة إلى أن اعترفت الدولة بهم كملة عام (1249-1833م) فحصلوا على فرمان من السلطان سمح لهم ببناء كنيسة وكلف البطريرك مكسيموس الثالث مظلوم عام (1252-1836م) أنطوان أيوب افندي زعيم طائفة الروم الكاثوليك في القدس بشراء الأرض الضرورية لبناء كنيسة ومقر، فحاول شراء الصلاحية بالقرب من بابا القدس الشرقي المعروف بباب الاسباط فلم تفلح مساعيه فاشترى أرضا واسعة بالقرب من باب الخليل وبدأ البناء عام (1260-1844م) وانتهى عام (1265-1848م) وأطلق عليها كنيسة البشارة.
عام (1312-1894م) قدم الروم الكاثوليك طلبا للحصول على رخصة لإقامة كنيسة في محل الزيارة الخاصة للطائفة في محلة عقبة الصباغ بالقدس وذلك بطول 18م وعرض12م وارتفاع10م وقد رفضت الدولة العثمانية انشاءها في البداية ثم أعادت البطريركية الطلب مرة أخرى وشرحت فيه أن محلة الواد التي ستقام فيها الكنيسة هي مكان للزيارة وتضم في جهاتها الأخرى مقرات لسائر الطوائف فعاد السلطان ووافق على انشائها.